# Bovée-sur-Barboure
Bovée-sur-Barboure è un comune francese di 127 abitanti situato nel dipartimento della Mosa nella regione del Grand Est.

## Storia

### Simboli
Oro, argento e rosso sono i colori della Lorena. La testa di bove è un'arma parlante con riferimento al toponimo "Bovée". I gigli, attributi della Madonna, richiamano la locale chiesa dedicata alla Presentazione di Maria al Tempio. Lo scaglione ondato simbolizza il fiume  Barboure e la divisione delle acque del bacino della Senna e quelle degli affluenti della Mosa.
Lo scudo è affiancato da due anfore antiche che simboleggiano i reperti di epoca gallo-romana rinvenuti nel sito di Bovée.

## Società

### Evoluzione demografica
Abitanti censiti